# Burg Weyarn
Die Burg Weyarn (Viare) ist eine abgegangene hochmittelalterliche Höhenburg anstelle des Klosters Weyarn in Weyarn im Landkreis Miesbach in Bayern. Die Anlage wird als Bodendenkmal unter der Aktennummer D-1-8136-0032 im Bayernatlas als „untertägige mittelalterliche und frühneuzeitliche Befunde im Bereich der abgegangenen Burg und des ehem. Augustiner-Chorherrenstifts Weyarn und seiner Vorgängerbauten mit der Kath. Pfarrkirche St. Peter und Paul sowie den Kapellen St. Jakob und Maria-Hilf“ geführt.

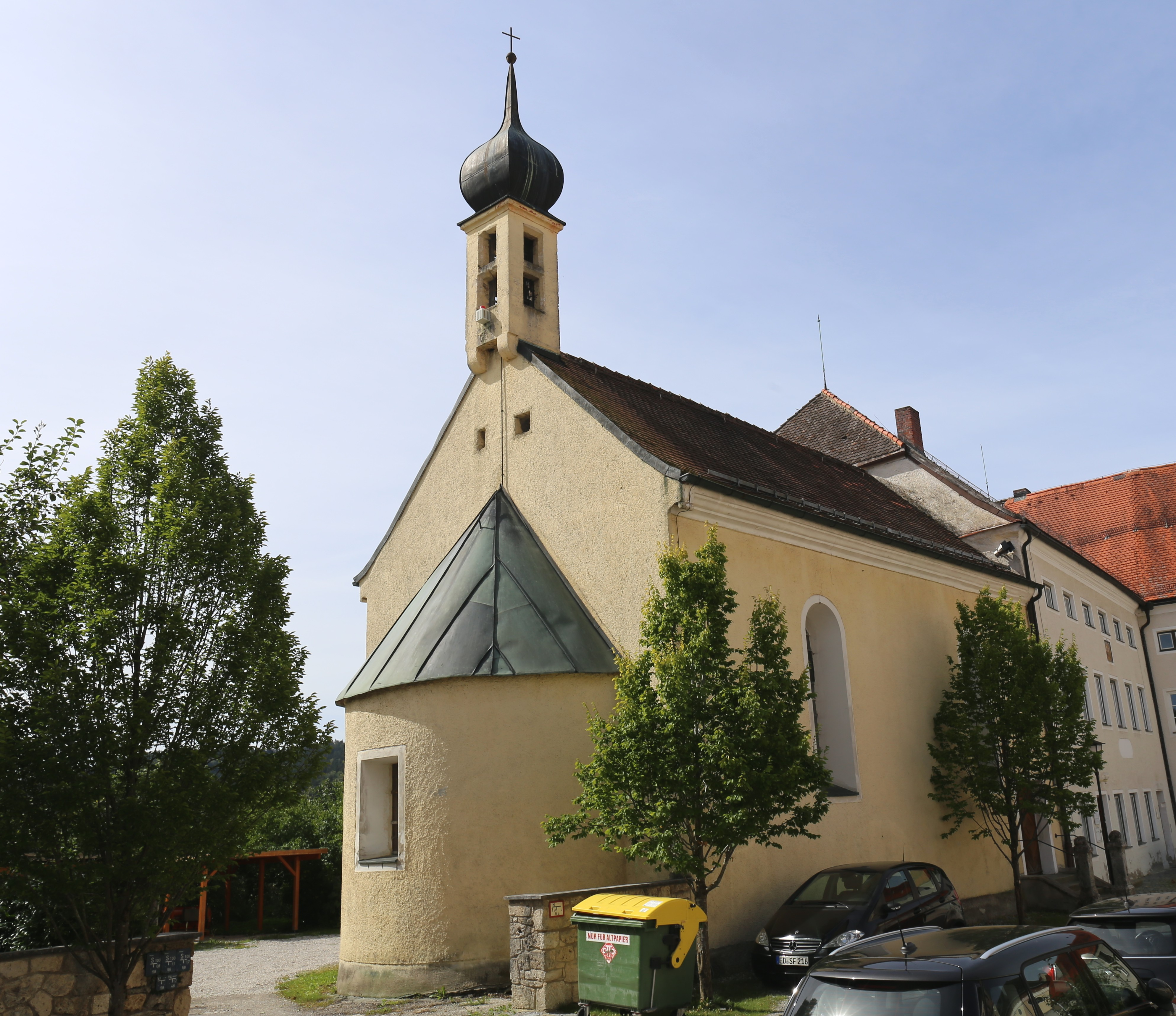
Ehemalige Schlosskapelle St. Jakob in Weyarn

Auf der im 11. Jahrhundert erbauten Burg Viare (aus dem lateinischen: cella vivaria = Fischweiher) gründete Graf Siboto von Falkenstein 1133 das Augustinerchorherren-Klosters in Weyarn, das heutige Kloster des Deutschen Ordens in Weyarn.
Von der ehemaligen Burganlage ist noch die St. Jakobs-Kapelle erhalten.